# Gołdap (công xã)
Gmina Gołdap là một vùng đô thị-nông thôn (quận hành chính) ở quận Gołdap, Warmian-Masurian Voivodeship, ở phía bắc Ba Lan, trên biên giới với Nga. Khu hành chính của nó là  thị trấn Gołdap, nằm cách khoảng 133 kilômét (83 mi) về phía đông bắc của thủ đô khu vực Olsztyn.
Gmina có diện tích 361,73 kilômét vuông (139,7 dặm vuông Anh) và tính đến năm 2006, tổng dân số của nó là 19.918 (trong đó dân số của Gołdap lên tới 13.641, và dân số của vùng nông thôn của Gmina là 6.277).
Gmina chứa một phần của khu vực được bảo vệ gọi là Công viên Cảnh quan Puszcza Romincka.

## Làng
Ngoài thị trấn Goldap, Gmina Goldap gồm các làng và các khu định cư của Babki, Bałupiany, Barkowo, Bitkowo, Błażejewo, Boćwinka, Boćwiński Mlýn, Botkuny, Bronisze, Czarnowo Wielkie, Dabie, Dunajek, Dunajek Maly, Dzięgiele, Galwiecie, Gieraliszki, Główka, Gorne, Grabowo, Grygieliszki, Jabłońskie, Jabramowo, Janki, Janowo, Jany, Jeziorki Nam, Jeziorki Wielkie, Juchnajcie, Jurkiszki, Kalkowo, Kalniszki, Kamionki, Kolniszki, Konikowo, Kośmidry, Kowalki, Kozaki, Łobody, Marcinowo, Mażucie, Nasuty, Niedrzwica, Nowa Boćwinka, Okrasin, Osieki, Osowo, Piękne Laki, Pietrasze, Pietraszki, Pogorzel, Regiele, ROSTEK, Rożyńsk Maly, Rożyńsk Wielki, Rudzie, Samoniny, Siedlisko, Skocze, Sokoły, Suczki, Szyliny, Tatary, Użbale, Wiłkajcie, Wilkasy, Włosty, Wronki Wielkie, Wrotkowo, Zatyki, Żelazki và Zielonka.

## Gmina lân cận
Gmina Gołdap giáp với các Gmina của Banie Mazurskie, Dubeninki, Filipów và Kowale Oleckie. Nó cũng giáp Nga (Kaliningrad oblast).